# Irene Asanina
Irene Asanina foi uma imperatriz-consorte, esposa do imperador João VI Cantacuzeno.

## Família
Asanina era filha de Andrônico Asen e sua esposa, uma Tarcaniotissa. Seus avós paternos foram João Asen III da Bulgária e Irene Paleóloga. Seus avós maternos foram o protoestrator Miguel Ducas Glabas Tarcaniota e sua esposa Maria Ducena Comnena Paleóloga Branena.
Os últimos sobrenomes de sua avó materna indicam que ela descende das famílias Ducas, Comneno e Paleólogo, muito distintas e que produziram diversos imperadores bizantinos. Seu último sobrenome, porém, indica que ela era membro da família Branas, de genealogia obscura, mas que produziu alguns líderes militares, como Aleixo Branas e Teodoro Branas.
Sua avó paterna, Irene Paleóloga, era filha de Miguel VIII Paleólogo e de Teodora Ducena Vatatzina, o que fazia de Asanina um membro da família imperial.

## Imperatriz
Cantacuzeno era um confiável conselheiro de Andrônico III Paleólogo, neto de Andrônico II e bisneto de Miguel VIII, e que morreu em 15 de junho de 1341, sendo sucedido pelo seu filho mais velho, João V Paleólogo, de apenas nove anos de idade.
João V foi colocado sob a regência de sua mãe, Ana de Saboia, mas a administração do império havia sido confiada por Andrônico a Cantacuzeno. Por volta da mesma época, Estêvão Uresis IV da Sérvia invadiu o norte da Trácia, o que obrigou Cantacuzeno a deixar Constantinopla para tentar restaurar a ordem na região. Ana se aproveitou de sua ausência e declarou que ele era um "inimigo do estado", retirando-lhe todo o poder e tomando-lhe a fortuna.
Porém, Cantacuzeno ainda comandava parte do exército bizantino e, em 26 de outubro de 1341, ele foi proclamado imperador e coroado em Didimoteico. Irene se juntou a ele e foi coroada imperatriz ao seu lado. Este ato foi o início de uma guerra civil que duraria até 1347. João Alexandre da Bulgária rapidamente se aliou com a facção de João V e Ana enquanto que Estêvão aliou-se a João Cantacuzeno, que também chegaria ao ponto de se aliar a Orcano I, do nascente Emirado Otomano.
Durante a guerra, Irene mantinha sua corte em Didimoteico enquanto João estava em campanha. Em 3 de fevereiro de 1347, os dois lados finalmente chegaram num acordo: João foi aceito como imperador sênior e João V ficou como o seu co-governante júnior. O acordo foi selado com o casamento da filha de Cantacuzeno e Asanina, Helena Cantacuzena, com João V. João VI finalmente conseguiu voltar à capital imperial e tomou as rédeas do governo.
Irene serviu como imperatriz-consorte sênior ao seu lado. Porém, João V reiniciou o conflito em 1352 e, desta vez, conseguiu apoio como "imperador legítimo". Em 4 de dezembro de 1354, João VI finalmente abdicou e, juntamente com Irene, se retirou para um mosteiro. No caso dela, Hagia Martha com o nome monástico de "Eugênia". Esta é a última informação que temos sobre Irene.

## Casamento
Irene se casou com João Cantacuzeno, filho de Miguel Cantacuzeno e Teodora Angelina Paleóloga. Em sua "História", João relata que sua mãe era parente de Andrônico II Paleólogo, presumivelmente uma prima filha de algum dos irmãos de Miguel VIII. O casamento produziu seis filhos:
- Mateus Cantacuzeno (c. 1325 – 24 de junho de 1283), coimperador entre 1353–1357 e posteriormente déspota da Moreia.
- Manuel Cantacuzeno (ca. 1326 – 10 de abril de 1380), déspota da Moreia.
- Maria Cantacuzena (m. depois de 1379), casou-se com Nicéforo II Orsini de Epiro.
- Teodora Cantacuzena (m. depois de 1381), casou-se com o sultão otomano Orcano I.
- Helena Cantacuzena (1333 - 10 de dezembro de 1396), casou-se com o imperador João V Paleólogo.
- Andrônico Cantacuzeno (ca. 1334 – 1347), filho caçula. A "História" de João relata que este filho morreu de "peste". Dado o ano de sua morte, Andrônico provavelmente morreu durante a grande "Peste Negra".